# NGC 4142
NGC 4142 é uma galáxia espiral barrada (SBcd) localizada na direcção da constelação de Ursa Major. Possui uma declinação de +53° 06' 14" e uma ascensão recta de 12 horas, 09 minutos e 30,2 segundos.
A galáxia NGC 4142 foi descoberta em 26 de Abril de 1789 por William Herschel.